# Miünt
Miünt (grec antic: Μυοῦς, llatí: Myus) fou una ciutat de Jònia situada al sud del riu Meandre, a una distància de 30 estadis de la seva desembocadura.
La llegendària fundació de la ciutat és atribuïda a Cidrelos, fill natural de Codros, segons Estrabó. Era la més petita entre les dotze ciutats jòniques, i es va reduir progressivament; tant, que en temps d'Estrabó havia estat incorporada al territori Milet, ciutat a la qual, finalment, els que restaven es van traslladar, abandonant Miünt per sempre. Segons Pausànies, aquest abandonament va ser degut a la gran quantitat de mosques que hi havia a la ciutat, però probablement era degut a les inundacions que periòdicament ocorrien a causa del riu, fet que va provocar l'abandonament progressiu voluntari. El rei de Pèrsia va concedir aquesta ciutat i dues més a Temístocles, segons Tucídides i Diodor de Sicília.
Durant la guerra del Peloponès, els atenesos van vèncer els caris en un indret pròxim a la ciutat. Filip II de Macedònia, que l'havia obtingut, la va cedir a Magnèsia del Meandre.
L'únic edifici que esmenta Pausànies és el temple de Dionís, construït en marbre blanc. Les aportacions al·luvials del Meandre van augmentar la distància de la ciutat respecte a la costa, i en temps d'Estrabó ja es trobava a 40 estadis. Diu que originàriament la ciutat estava construïda a tocar de mar.